# Scarabaeus bannuensis
Scarabaeus bannuensis là một loài bọ cánh cứng trong họ Bọ hung (Scarabaeidae).